# تونی موران
تونی موران (انگلیسی: Tony Moran؛ زادهٔ ۱ ژانویهٔ ۱۹۵۰) خواننده-ترانه‌پرداز، آهنگساز، دی‌جی، و تهیه‌کننده موسیقی اهل ایالات متحده آمریکا است. وی از سال ۱۹۸۱ میلادی تاکنون مشغول فعالیت بوده‌است.